# Trang viên ở Betliar
Trang viên ở Betliar (tiếng Slovakia: Kaštieľ v Betliari) là một trang viên tọa lạc ở làng Betliar, vùng Košice, Slovakia. Trang viên cách thị trấn Rožňava 3 km về phía bắc. Vào ngày 6 tháng 5 năm 1963, trang viên này được ghi danh vào Danh sách Di tích Trung ương theo quyết định của Bộ Văn hóa Cộng hòa Slovakia. Năm 1970, theo Nghị quyết của Chủ tịch Hội đồng Quốc gia Slovakia, trang viên được công nhận là di tích văn hóa quốc gia.

## Lịch sử
Trang viên được Štefan Andráši xây dựng vào đầu thế kỷ 18. Trang viên là một tòa nhà nhiều tầng kiên cố có bốn tháp ở góc. Bên trong trang viên có nhiều đồ nội thất, tác phẩm nghệ thuật và bộ sưu tập quý hiếm. Đồ nội thất của trang viên có niên đại từ năm 1792 đến năm 1795. Chiếm phần lớn trong bộ sưu tập của trang viên là các bức tranh, đặc biệt là tranh của các họa sĩ chủ nghĩa hiện thực thế kỷ 19.
Vào cuối thế kỷ 18, gia đình Andráš bắt đầu xây dựng một công viên quanh trang viên. Hiện tại, diện tích của công viên là 80 ha. Trong công viên lịch sử lớn nhất ở Slovakia này có thác nước La Mã được Josef Bergmann thiết kế vào năm 1823. Với chiều cao 9 mét, đây là thác nước nhân tạo cao nhất và đồng thời là công trình xây dựng theo phong cách chủ nghĩa lãng mạn đầu tiên ở Slovakia. Thác nước này đã được Hiệp hội công dân Andoras khôi phục vào tháng 10 năm 2016.